# Nishinomiya
Nishinomiya è una città giapponese della prefettura di Hyōgo.

## Istruzione
Nella città ha la propria sede l'università di Kwansei Gakuin.